# Memorial Davide Fardelli

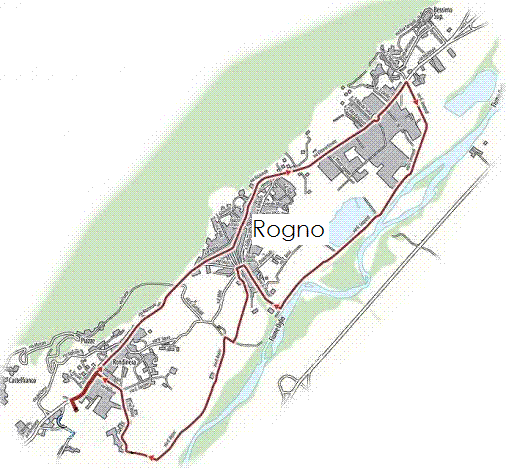
Streckenverlauf Memorial Davide Fardelli 2010

Der Memorial Davide Fardelli war ein italienisches Einzelzeitfahren im Straßenradsport.
Der Memorial Davide Fardelli wurde im Jahr 2005 zum ersten Mal ausgetragen. Das Rennen fand jährlich im September in Rogno statt und war Teil der UCI Europe Tour in der Kategorie 1.2. Es wurde von der GMS Associazione Sportiva Dilettantistica (GMS) organisiert. Seit 2007 gab es auch ein Rennen für Frauen. Die Strecke war 8,35 Kilometer lang. Männer und Frauen fuhren drei Runden, die Jugend fuhr zwei Runden und Schüler eine.
Das Rennen erinnerte an den lokalen Radsportler Davide Fardelli (1972–2004) aus Lovere. Er begann 2000 mit Mountainbike-Rennen und 2002 mit dem Radsport. Er starb am 26. August 2004 nach einem Sturz mit dem Rennrad und vier Tagen im Koma. Das Rennen entstand in Zusammenarbeit der GMS mit der Familie Fardelli. 2012 fand die letzte Austragung statt.

## Siegerlisten
| Männer |
| --- |
| - 2012 Rohan Dennis - 2011 Anton Worobjow - 2010 Luke Durbridge - 2009 Manuele Boaro - 2008 Marcel Kittel - 2007 Luca Dodi - 2006 Alan Marangoni - 2005 Wolodymyr Djudja |
| |
| Frauen |
| - 2012 Edwige Pitel - 2011 Judith Arndt - 2010 Amber Neben - 2009 Karin Thürig - 2008 Karin Thürig - 2007 Karin Thürig                                                   |
| |

| Junioren |
| --- |
| - 2012 Nicola Da Dalt - 2011 Davide Martinelli - 2010 Marco Coffinardi - 2009 Andrea Dal Col - 2008 Gianluca Remondi - 2007 Stefano Lucatelli - 2006 Adriano Malori - 2005 Manuele Boaro    |
| |
| Juniorinnen |
| - 2012 Simona Bortolotti - 2011 Maria Giulia Confalonieri - 2010 Susanna Zorzi - 2009 Giulia Ronchi - 2008 Chiara Capuzzo - 2007 Mara Ruggeri - 2006 Silvia Costaldi - 2005 Silvia Costaldi |